# 超級機器人大戰K
《超級機器人大戰K》為南夢宮萬代遊戲以萬普名義發售的超級機器人大戰系列遊戲。簡稱「機戰K」「SRWK」。

## 概要
本作為NDS上第2款超級機器人大戰系列遊戲。全36話/49關。
本作的最大特徴，是參戰作品大都以2000年代比較新的作品為中心，主打較年輕的市場。
製作人寺田貴信表示，標題的「K」除了表示攜帶機（KEITAIKI）外，亦是故事中一個關鍵字。

## 參戰作品

### 一覽
參戰作品★標誌為系列作初參戰作品、☆標誌為在攜帶機中的初參戰作品
- 破邪大星彈劾凰（破邪大星ダンガイオー）
- ☆帝皇戰紀（オーバーマン キングゲイナー）
- ★蒼穹之戰神（蒼穹のファフナー）
- ☆電腦戰機VIRTUAL-ON MARZ（電脳戦機バーチャロン マーズ）
- 機動戰士GUNDAM SEED（機動戦士ガンダムSEED）
- ☆機動戰士GUNDAM SEED DESTINY（機動戦士ガンダムSEED DESTINY）
- ★機動戰士GUNDAM SEED C.E.73 STARGAZER（機動戦士ガンダムSEED C.E.73-STARGAZER-）
- 魔神Z（マジンガーZ）
- ★新大空魔龍（ガイキング LEGEND OF DAIKU-MARYU）
- ★鋼鐵神吉克（鋼鉄神ジーグ）
- ★機獸創世紀（機獣創世記ゾイドジェネシス）
- ☆神魂合體（神魂合体ゴーダンナー!!）
- ☆神魂合體 SECOND SEASON（神魂合体ゴーダンナー!! SECOND SEASON）
- ★槍與劍（ガン×ソード）

### 解說
共14個作品。系列初參戰有《蒼穹之戰神》、《新大空魔龍》、《鋼鐵神吉克》、《槍與劍》、《機動戰士GUNDAM SEED C.E.73 STARGAZER》、《索斯機械獸V》6作品。
本作除了《魔神Z》、《破邪大星彈劾凰》、《機動戰士GUNDAM SEED》外其餘全是在攜帶機初參戰。70年代有《魔神Z》、80年代有《破邪大星彈劾凰》、90年代沒作品參戰，其他作品全部2000年代製作的，是系列中史無前例的。

### 封面登場機體
- 强袭自由GUNDAM（機動戰士GUNDAM SEED DESTINY）
- GoDannar 双重驱动模式（神魂合體）
- 凱王（新大空魔龍）
- Mark Sein（蒼穹之戰神）
- 鋼鐵吉克（鋼鐵神吉克）
- （帝皇戰紀）
- 彈劾凰（破邪大星彈劾凰）
- Dann of Thursday（槍與劍）
- 铁木真747J（電腦戰機VIRTUAL-ON MARZ）
- （機獸創世紀）

## 工作人員
執行製作人
灘俊宏
鈴木克寛
製作人
寺田貴信
宇田歩
じっぱひとからげ
菊池博
總監
赤羽仁
原創機械設計
谷口欣孝（たにめそ）
Mがんぢー
原創人物設計
糸井美帆
歌津義明
方案
小峰徳司
梶原智
「VIRTUAL-ON MARZ」方案協力
世嘉公司
作曲
末村謙之輔
青木紀
音樂製作
Studio PJ

## BGM盗用問題
發售後有人發現遊戲中有個地圖的BGM曲（作曲：末村謙之輔）是抄襲的BGM（作曲：塩生康範）、還有《超時空之鑰》的BGM（作曲：光田康典）在網路上被人比較驗證後屬實、因此萬代南夢宮在2009年8月19日刊載了謝罪文以示歉意．。
另外早在前作《超級機器人大戰W》有人發現遊戲中有個地圖的BGM曲是抄襲《魔獸爭霸II》的BGM「Orc 2」並在本作繼續使用，但因魔獸爭霸系列於日本不流行而令此事不了了之。

## 註解
1. 1 2  機戰blog （页面存档备份，存于）和《週刊Fami通》No.1050的專訪。
2. ↑  攜帶機之日文拼音
3. ↑  . 2009-08-19  [2011-10-05]. （原始内容存档于2010-02-10）.

## 外部連結
- 超級機器人大戰K 官方網站 （页面存档备份，存于）